# الرجل الشيطان
الرجل الشيطان (باليابانية: デビルマン) أو ديفل مان (بالإنجليزية: Devilman)‏، مانغا يابانية من تأليف جو ناغاي، نشرتها مجلة شونن الأسبوعية واقتبس في مسلسل أنيمي من أنتاج ستديو توي أنيميشن الياباني وعرض في عام 1972، وأنتهت العرض عام 1973، وفي عام 1987 صدر فيلم أنيمي ياباني يحمل نفس العنوان.

## وصلات خارجية
- الرجل الشيطان (أنمي) في شبكة أخبار الأنمي
- الرجل الشيطان (مانغا) في شبكة أخبار الأنمي
- الرجل الشيطان (أوفا) في شبكة أخبار الأنمي
- الرجل الشيطان على موقع IMDb (الإنجليزية)
- الرجل الشيطان على موقع فيلمافينيتي (الإسبانية)
- الرجل الشيطان على موقع كينوبويسك (الروسية)
- الرجل الشيطان على موقع قاعدة بيانات الفيلم (الإنجليزية)
- الرجل الشيطان على موقع ANN anime (الإنجليزية)
- الرجل الشيطان على موقع ANN manga (الإنجليزية)